# John Mills (cestista)
John P. Mills (Flat Lick, 7 settembre 1919 – Flat Lick, 25 agosto 1995) è stato un cestista statunitense, professionista nella NBL e nella BAA.